# معرض القرآن الكريم
معرض القرآن الكريم بالإنجليزية " Alquran Alkarim Exhibition" معرض دائم مقام في المدينة المنورة في حرم المسجد النبوي تم افتتاحه عام 2015 بمساحة 1500 م2، برعاية وزارة الشئون الإسلامية السعودية، من أجل ترسيخ مفهوم ومعاني القرآن الكريم للزوار، باستخدام وسائل تقنية وتعليمية متطورة وحديثة. نظمته شركة سمايا الاستثمارية.

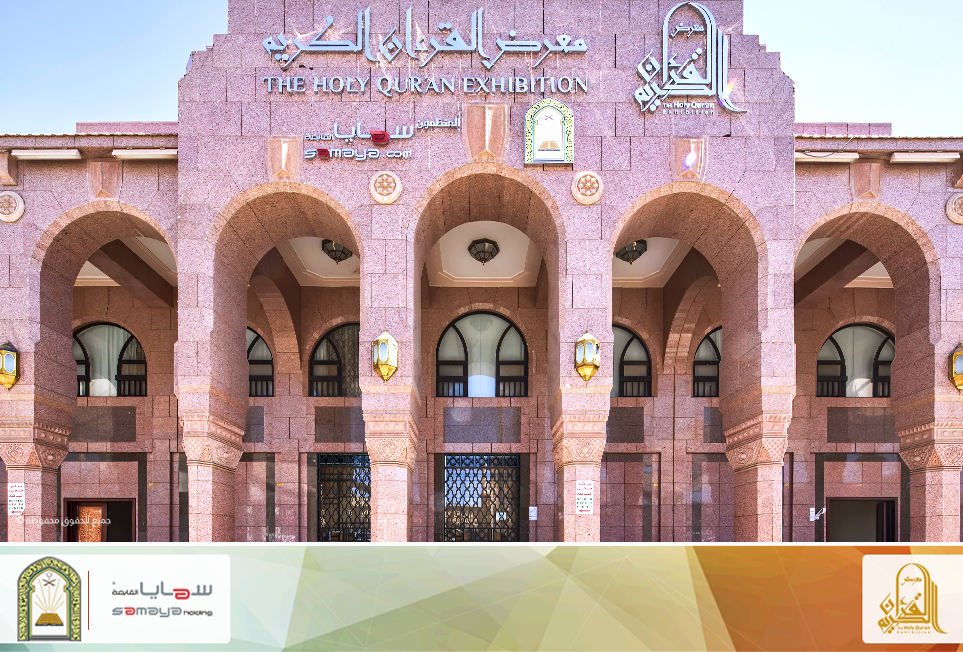
معرض القرآن الكريم في المدينة المنورة

جاءت فكرة إنشائه، من أجل تعريف الناس بكتاب الله تعالى عبر محتوى دقيق ومنظومة واسعة من التقنيات وفق أسلوب العرض المتحفي. بالإضافة إلى:
دعوة الناس لتعلّم القرآن الكريم وتعليمه.
إبراز جوانب عظمة كتاب الله عز وجل وأهمية تعظيمه.
معرفة تاريخ القرآن العظيم.
عرض التقنيات الخاصة بالقرآن الكريم.
إبراز جهود المملكة العربية السعودية التاريخية والحديثة في العناية بالقرآن الكريم.

## هوية المعرض
هوية بصرية تمزج بين الأصالة والحداثة، يستخدم فيها الخط الكوفي بوصفه أحد الفنون الإسلامية الأصيلة، مع تطويره للتعبير عن الحداثة.
بُنيت الهوية وفق أحدث المحددات العالمية لتعبر عن شخصية مستقلة للمعرض فابتكرت زخارف هندسية لتعبر عن النمط الإسلامي مع تطويع خطوط عربية وإنجليزية مميزة.

## لغة المعرض
اللغة العربية هي لغة المعرض الأساس، ونظراً لكون زوار معرض القرآن الكريم والمدينة المنورة -شرفها الله-ناطقين بلغات عدة، ورغبة في إيصال معلومات المعرض إليهم؛ تُرجم المحتوى إلى اللغة الإنجليزية، وقريباً سيترجم محتوى المعرض إلى عدد من اللغات الحية الأخرى بإذن الله.

## قاعات المعرض

### قاعة الاستقبال
يتم استقبال الزوار في هذه القاعة والترحيب بهم، ثم تفويجهم بحسب الأعداد وطبيعة الزوار.
يتعرف الزائر في هذه القاعة على المعرض وقاعاته والتقنيات المستخدمة فيه، إضافة إلى إرشادات في طريقة التعامل مع المعلومات والمحتوى الخاص بالمعرض.

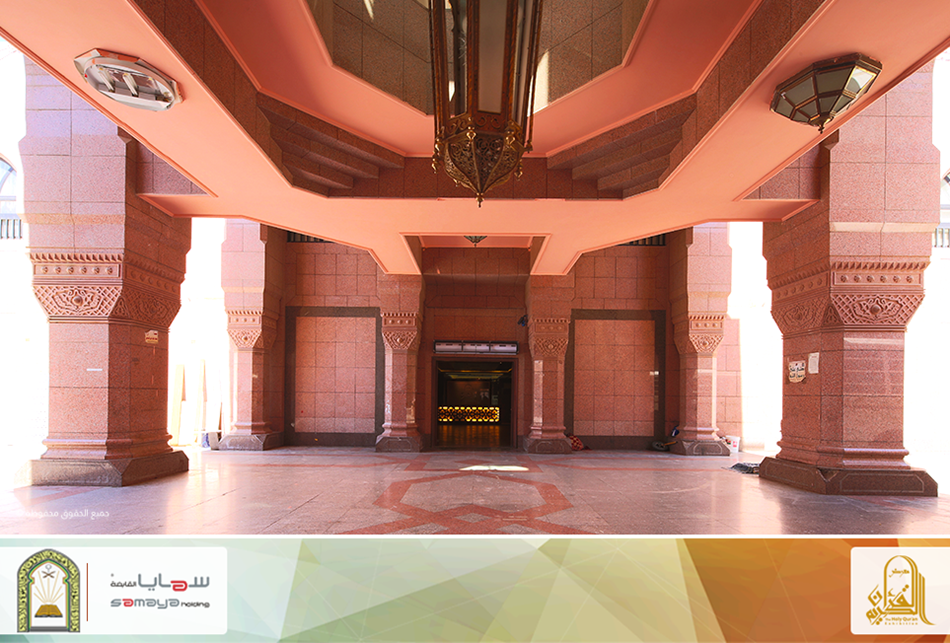
قاعة الاستقبال

### قاعة النبأ العظيم
تُعرّف القاعة بالقرآن الكريم، وتتحدث عن الكتب السماوية السابقة التي نزلت قبله، وحال الناس قبل نزول القرآن الكريم، ثم تنتقل إلى تعريف القرآن الكريم، إضافة إلى بيان أسماء القرآن الكريم.
وتتحدث القاعة عن جوانب ممتعة في عظمة القرآن والكريم، وكيف بُهر العرب به كما بُهر به الجن والملائكة، فأثّر بهم وقادهم ذلك إلى الإيمان به والتسليم له، إضافة إلى جوانب مهمة تمثل مؤشرات لتعظيم القرآن الكريم.
وإضافة إلى ماسبق سيشاهد الزائر لمحة سريعة عن فضائل عدد من آيات وسور القرآن الكريم، وجوانب من إعجاز القرآن الكريم.

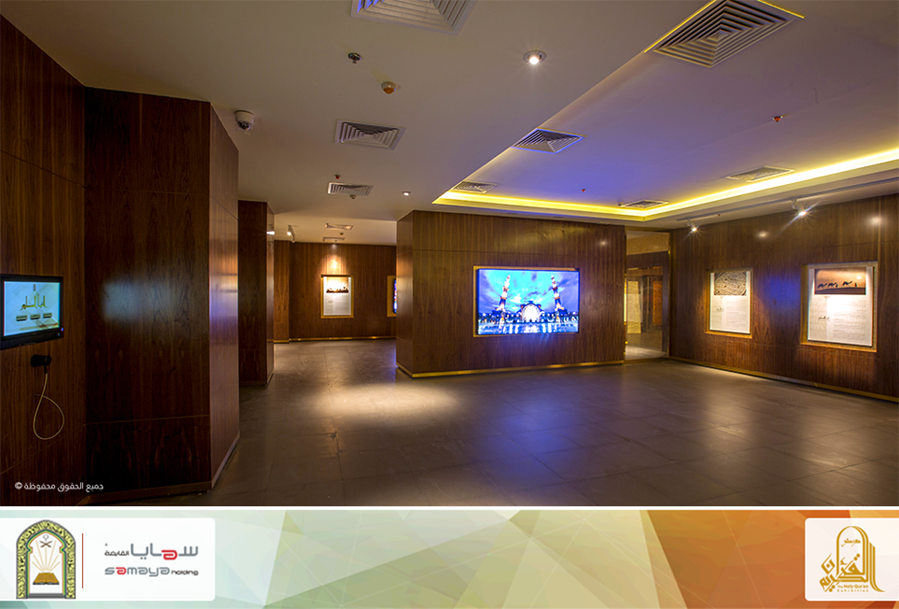
قاعة النبأ العظيم

### قاعة تاريخ القرآن الكريم
يتعرف الزائر على قصة نزول القرآن والوحي على رسول الله صلى الله عليه وسلم، وأحواله صلى الله عليه وسلم حين كان ينزل عليه القرآن، وكيف كانت أحوال الناس حين انقطع الوحي، ثم قصة جمع القرآن وترتيبه منذ عهد الرسول صلى الله عليه وسلم مروراً بالخلفاء الراشدين حتى وصل إلينا مطبوعاً في صورته الحالية، إضافة إلى جوانب من التدقيق والرقابة والمتابعة لضبط النص القرآني والمحافظة عليه من الخطأ أو التحريف، كما سيتعرف الزائر على طريقة خط المصحف.

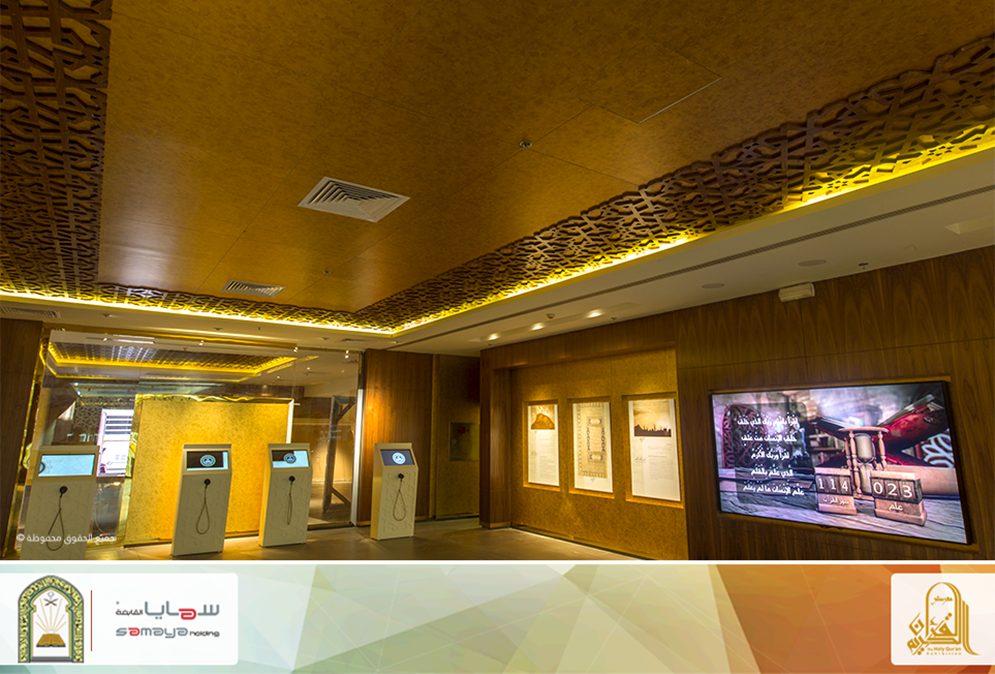
قاعة تاريخ القرآن الكريم

### قاعة الجهود التاريخية للعناية بالقرآن الكريم
تتوزع الجهود التاريخية للعناية بالقرآن الكريم على قاعتين تُبرِزان جهود المسلمين في العناية بكتاب الله تعالى من حيث الخط والرسم والزخرفة والتجليد وجمع المخطوطات الخاصة بالمصحف الشريف عبر القرون بعامة.
كما تبرز جهود المملكة العربية السعودية في العناية بمخطوطات المصحف الشريف من خلال عدد من الجهات ومنها مكتبة الملك عبد العزيز في المدينة المنورة، التي تضم مجموعة نادرة من أنفس المخطوطات للمصحف الشريف وأكثرها تنوعاً.
وإضافة إلى ذلك حظيت قاعة الجهود التاريخية للعناية بالقرآن الكريم بمشاركة الرئاسة العامة لشؤون المسجد الحرام والمسجد النبوي عبر وكالة الرئاسة العامة لشؤون المسجد النبوي بعدد من مخطوطات المصاحف النادرة المحفوظة لدى مكتبة المسجد النبوي.

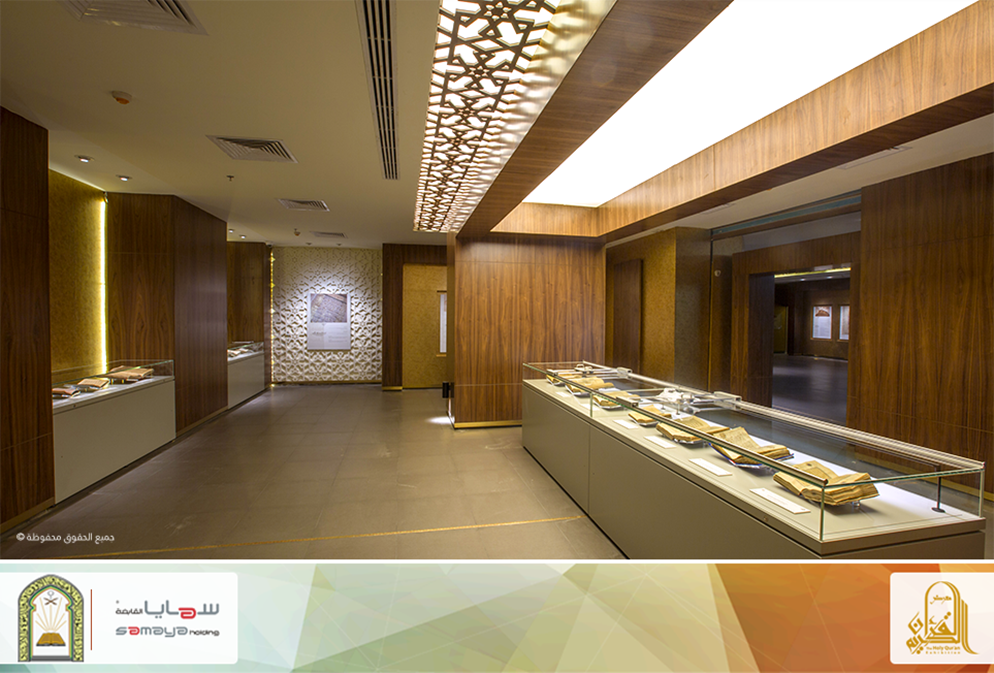
قاعة الجهود التاريخية للحفاظ على القرآن الكريم

### قاعة ورتل القرآن ترتيلاً
سوف تبدو جماليات النص القرآني أزهى ما تكون هنا، حيث سيتعرف الزائر على فضل تلاوة القرآن الكريم وآدابها، والطريقة النبوية في تعلم القرآن وتعليمه.
كما سيتعرف الزائر على القراء العشرة ورواتهم، إضافة إلى القراءات القرآنية وأنواعها، وسيشنف سمعه ببعض أجمل المقاطع القرآنية المرتلة والأصوات العذبة لمشاهير القراء من المملكة العربية السعودية والعالم الإسلامي عبر عدد من المقاطع المرئية والمسموعة.
وفي القاعة نفحات عن ألقاب حملة القرآن وطريقة التغني وتحسين الصوت عند تلاوة القرآن الكريم، ليتمثل ذلك قارئ القرآن عند تلاوته أو حفظه.

قاعة ورتل القرآن ترتيلا

### قاعة التفسير والتدبر
يتعرف الزائر على نشأة تفسير القرآن الكريم، وأهم المفسرين من الصحابة رضي الله عنهم والتابعين رحمهم الله تعالى، والمراحل التي مر بها التفسير حتى وصل إلينا عبر العديد من مشاهير المفسرين، كما انتقينا للزائر الكريم نماذج لأشهر كتب التفسير وعرفنا بها تعريفاً موجزاً لتكون عوناً له على فهم كتاب الله تعالى.
وبعد التفسير تُعرّف القاعة زوار المعرض بمرحلة أخرى وهي تدبر القرآن الكريم، مبرزة معناه وأهميته والمحفزات على التدبر، مع عرض بعض النماذج التطبيقية لذلك، وفي ختام القاعة يشاهد الزائر جانباً تطبيقياً يعرض لملامح من طريقة عرض القرآن الكريم للتوحيد والإيمان بالله سبحانه وتعالى.
سيكون جزء من المادة التي تتعرفون عليها موجوداً في شاشات تفاعلية إضافة إلى الأفلام المرئية التي أنتجت خصيصاً للمعرض.

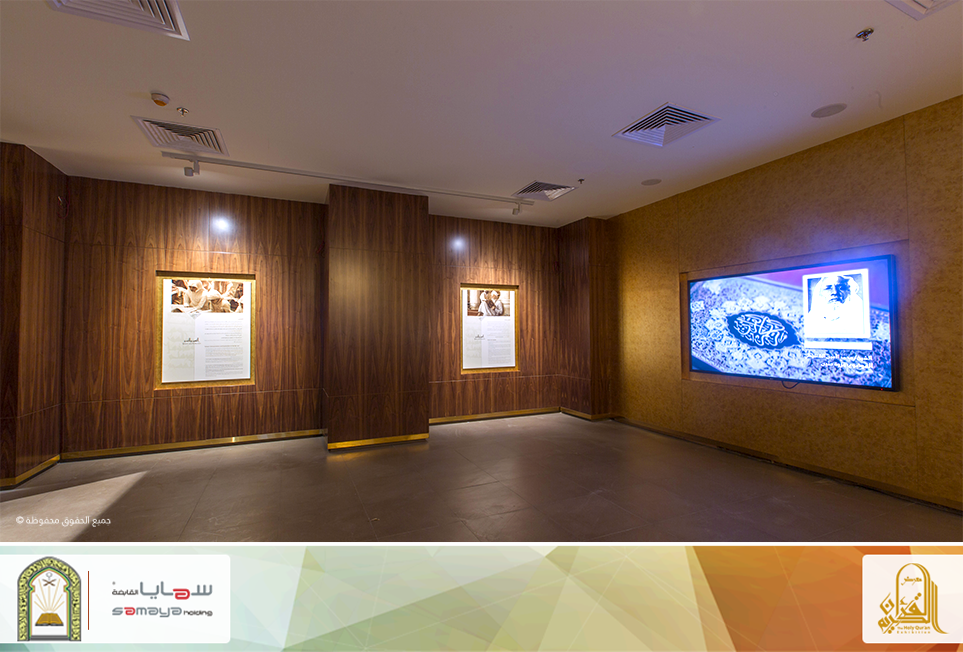
قاعة التفسير والتدبر

### قاعة العرض المرئي
سيكون الزائر على موعد مع أحد الأفلام التي تتحدث عن القرآن الكريم، والتي سوف يشاهدها عبر شاشات عملاقة بتقنية (4K).

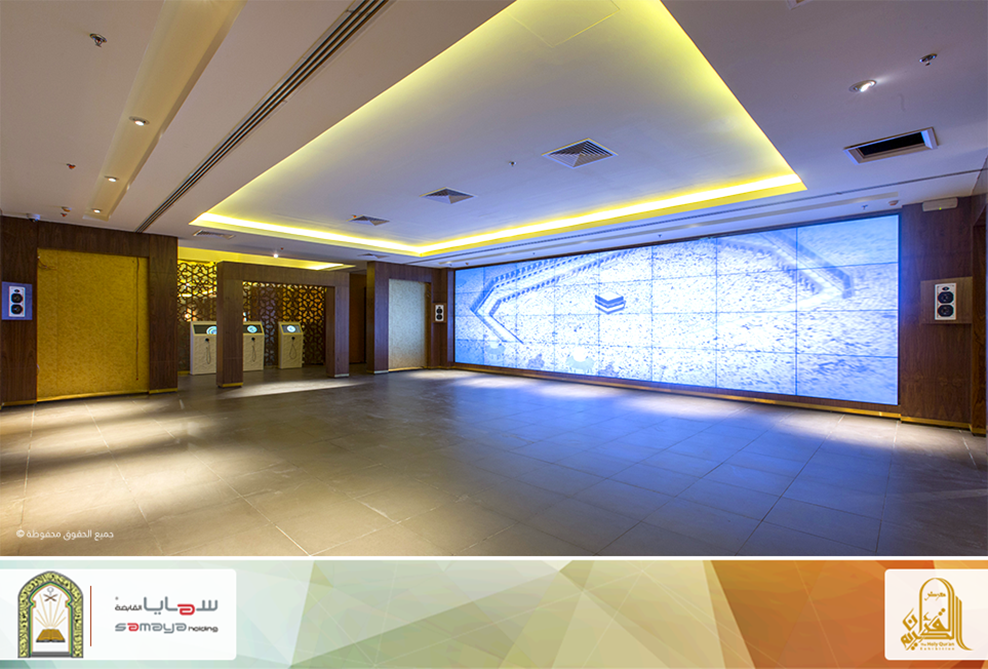
قاعة العرض المرئي

### قاعة تقنيات في خدمة القرآن الكريم
ولأننا لم نكتف بتقديم المعلومات داخل المعرض؛ بل نسعى إلى أن يخوض الزائر تجربة معلومات المعرض والاستفادة منه خارجه، بحيث ينقل هذه التجربة إلى كل من يمكن أن يستفيد منه؛ أضفنا قاعة تضم عدداً من التقنيات التي يحتاج إليها الزائر في تلاوة القرآن الكريم أو حفظه، وتعلمه وتعليمه، وطريقة البحث في موضوع يتعلق به، أو بتفسيره وتدبره أو علوم القرآن، أو الترجمات المتعلقة بالقرآن الكريم.
كما أولينا التقنيات المتعلقة بذوي الاحتياجات الخاصة عنايتنا، بحيث يمكن لمن حرموا نعمة البصر أو السمع أو النطق أن يتعرفوا على عدد من التقنيات الخاصة بهم.
وسوف تكون هذه التقنيات متاحة على أجهزة الحاسب الآلي إضافة إلى الأجهزة اللوحية وأجهزة الهواتف الذكية بحيث يستطيع الزائر نقلها إلى جهازه مباشرة عبر تقنية (Qr Code).

قاعة تقنيات حديثة

### قاعة تربية الناشئة والأسرة على القرآن الكريم
يتعرف الزائر على جانب من الجوانب التي تعمق صلته بالقرآن الكريم هو وأسرته، حيث يشاهد كيف يتربى على القرآن الكريم، بالحفظ والتعلم والتخلق بأخلاقه.
كما سيستعرض نماذج للإنجاز والنبوغ في حفظ القرآن وتعلمه للعديد من المستويات ولجميع الاعمار
، حيث سعوا بكل جد واجتهاد لإتمام حفظ القرآن الكريم والقراءات السبع أو العشر المتواترة أو جزء منها.
كما تضم القاعة جوانب تعين على تربية الناشئة والأسرة على القرآن الكريم، عبر المسابقات والأفكار والمحتوى الجذاب، الذي يُشعِل الرغبة في المنافسة والمسابقة في تعلم القرآن الكريم.

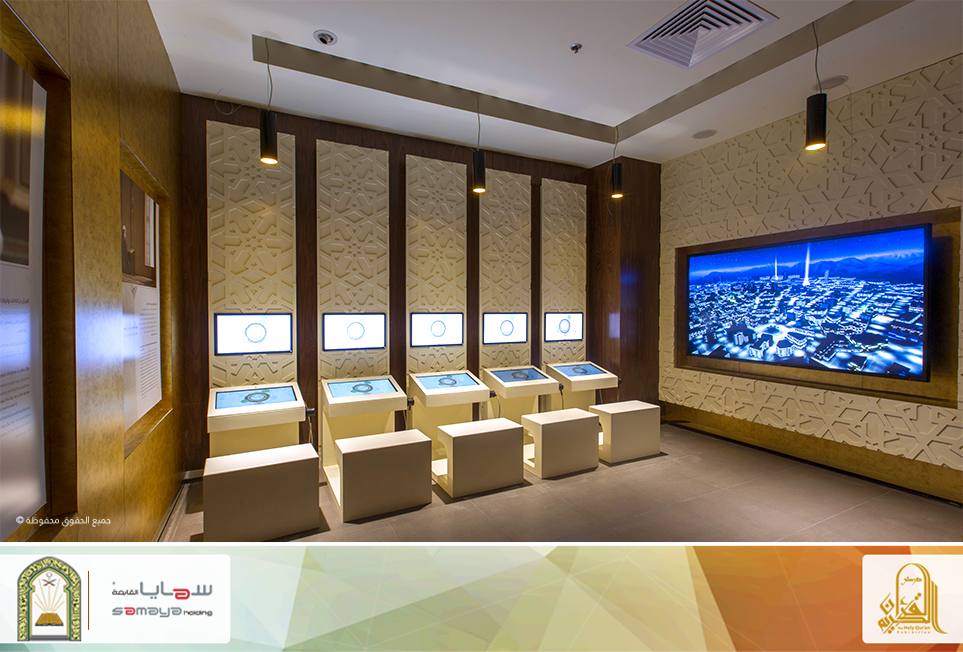
قاعة تربية الناشئة والأسرة على القرآن الكريم

### قاعة الجهود الحديثة للعناية بالقرآن الكريم
لم تقتصر جهود المملكة العربية السعودية في العناية بالقرآن الكريم على الماضي فحسب؛ بل استمرت حتى عصرنا الحاضر بتسخير التقنيات الحديثة لنشر القرآن الكريم.
سيتعرف الزائر على الجهود الحديثة في طباعة المصحف عبر مجمع الملك فهد لطباعة المصحف الشريف من خلال استعراض معلومات عنه، وطريقة عمله، إضافة إلى عرض أهم الإصدارات التي أصدرها، والندوات التي أقامها، كما سيشاهد الزائر فيلماً تلفزيونياً عن المجمع وآلية عمله.

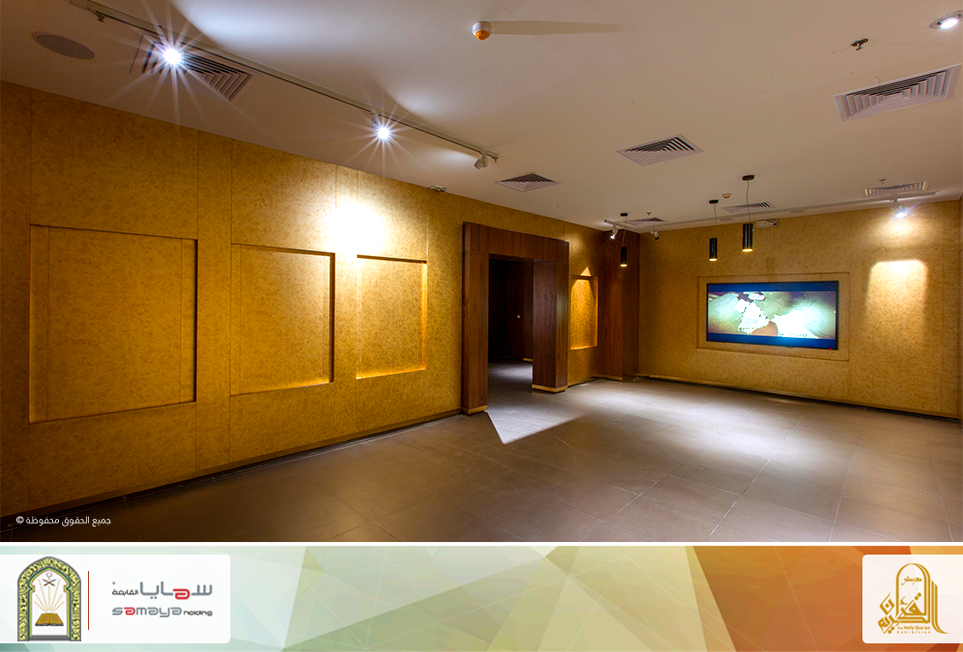
قاعة الجهود الحديثة للعناية بالقرآن الكريم

### قاعة الوادع
يهدف هذا المعرض إلى تعريف الزائر بكتاب الله تعالى، وحتى تظل هذه المعلومات حاضرة في ذهنه أردنا أن تختصر هذه القاعة جملة من النصائح والوصايا المتعلقة بالقرآن الكريم، والتي تتحدث عن ضرورة تعاهد القرآن الكريم، واستثمار الوقت في ذلك، ليستمر أثر الزيارة وتأثيرها.

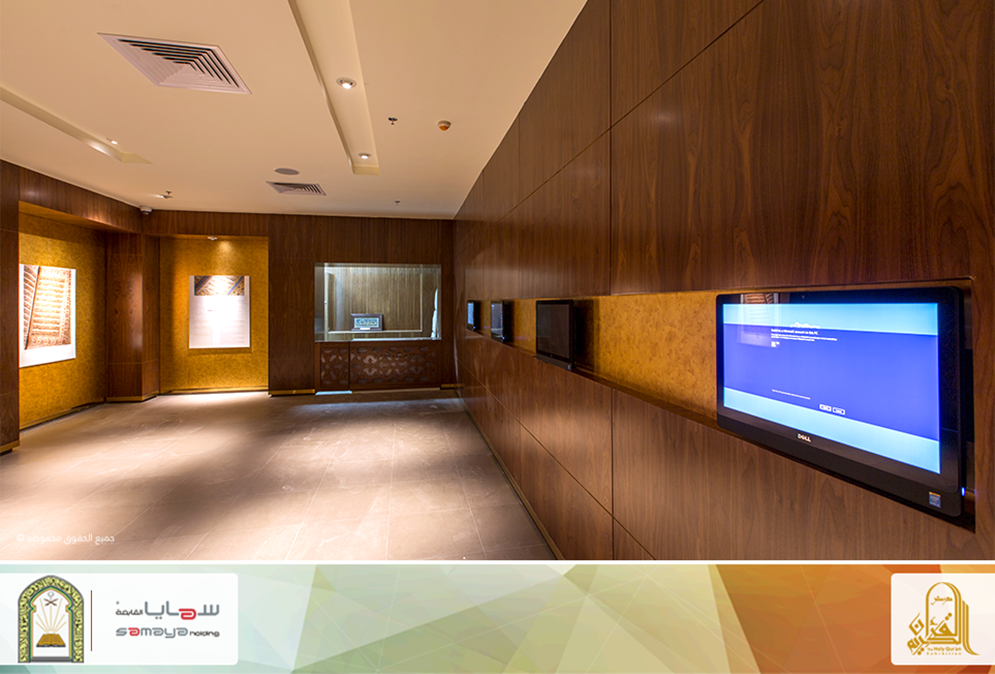
قاعة الوداع

### متجر الهدايا التذكارية
حرصاً منا على تخليد ذكرى هذه الزيارة للمعرض؛ كان الختام بمتجر الهدايا التذكارية، الذي يحوي عدداً من إصدارات المعرض وبعضاً من التقنيات المعنية بالقرآن الكريم التي يمكن للزائر شراؤها واقتناؤها كتذكار لزيارته هذا المعرض.
وستتنوع هذه التذكارات لتكون ملائمة لجميع زوار المعرض، مراعية لمستوياتهم العمرية والمعرفية إضافة إلى مراعاتها للغاتهم، كما ستكون هذه الهدايا والإصدارات متاحة عبر المتجر الإليكتروني الخاص بموقع معرض القرآن الكريم على الإنترنت.

## مقتنيات المعرض
إضافة إلى المادة العلمية التي احتواها المعرض؛ تضم جنباته جملة من أنفس مخطوطات المصاحف والمقتنيات الأثرية التاريخية التي أثرت المعرض وتوزعت على قاعاته.

## المخطوطات
يضم المعرض عدداً من أنفس وأندر المخطوطات الخاصة بالمصاحف والتي يطلع عليها الزائر للمرة الأولى، والتي يزيد عددها على (50) مخطوطاً أصلياً، كتبت في عصور مختلفة -بدءاً من القرن الخامس الهجري -بأشكال وصور متعددة، وسيكون بعض هذه المخطوطات متاحاً بصورتها الأصلية، إضافة إلى مخطوطات مصورة مكبرة ولوحات جمالية تعرض في أرجاء المعرض.
وبين الفترة والأخرى؛ سوف يعلن المعرض عن إضافة عدد من المخطوطات الجديدة إلى قائمة معروضاته، لتكون ضمن عوامل الجذب لزوار المعرض والمهتمين بالمخطوطات والقرآن الكريم وعلومه بإذن الله تعالى، وسوف يتم الإعلان عنها عبر موقع المعرض الإليكتروني وفي وسائل الإعلام المختلفة.
- ستارة الكعبة: تتصدر قاعة الاستقبال قطعة من ستارة الكعبة المشرفة منسوجة من الحرير الأسود الفاخر كتبت بخط الثلث بيد الخطاط المشهور عبد الله زهدي وصنعت عام 1300هـ في عهد السلطان عبد الحميد الثاني.
- الخزانة الأثرية للكتب مهداة من حرم توفيق باشا خديوي مصر سنة 1328ه، وتتميز هذه الخزانة بالإبداع في الصناعة اليدوية والزخرفة الإسلامية، حيث تبدو في حلة جميلة على الرغم من مرور أكثر من مائة عام عليها.
- اللوحات الجمالية: يضم المعرض عدداً من اللوحات الجمالية القديمة يتجاوز عمر بعضها أكثر من (150) عاما كتبها عددٌ من مشاهير الخطاطين.

## تجهيزات المعرض وتقنياته
مواكبة للعروض المتحفية المستخدمة في المتاحف العالمية؛ حرصنا على تجهيز المعرض بعدد من أفضل التقنيات والتجهيزات، منها ما يلي:
حافظات المخطوطات: صنعت خصيصاً للمعرض لدى واحد من أهم المصانع في العالم، وتتميز هذه الحافظات بحماية المخطوطات من العوامل الطبيعية التي قد تتلفها أو تؤثر عليها كالحرارة والهواء والأرضة، إضافة إلى حمايتها من السرقة والاعتداء بإذن الله تعالى.

## تقنيات (QR code)
نظراً لكون مادة المعرض مختصرة وموجودة على عدة وسائط؛ يمكن لزائر المعرض أن يقوم باستنساخ هذه المادة على جهازه عبر هذه التقنية المتاحة على الأجهزة الذكية، وهذا يمكن الزائر من حفظ المعلومات والإفادة منها أو نشرها خارج المعرض أيضاً، إضافة إلى إمكانية أخذ معلومات أكثر توسعاً حول المحتوى المعرفي للمعرض.

## التجهيزات المرئية والصوتية
لحرصنا على تنويع أوعية المعرفة في المعرض؛ لم يقتصر المحتوى على المادة المكتوبة؛ بل تجاوز ذلك إلى مواد يشاهدها الزائر عبر الشاشات التلفزيونية من خلال مجموعة من الأفلام المرئية التي توزعت على القاعات بحسب موضوع القاعة، إضافة إلى الشاشات التفاعلية التي تعرض جزءاً من المعلومات يختاره الزائر ويتعامل معه وفق أهميته لديه، ويمكن من خلال هذه الأوعية الاستماع للمادة الموجودة بصفاء ونقاء جاذبين.

## إصدارات المعرض
سوف يتضمن المعرض عدداً من الإصدارات، ومنها:
1. - كتاب مع القرآن: المحتوى العلمي لمعرض القرآن الكريم.

يضم هذا الكتاب محتوى المعرض كاملاً، ليحتفظ به زائر المعرض معه حيثما كان، ويكون وثيقة علمية مدققة حول القرآن الكريم.
1. - بروشور تعريفي بالمعرض.

يمكن لمتصفح بروشور معرض القرآن الكريم أن يتعرف على قاعات المعرض ومحتويات هذه القاعات والتجهيزات التي تضمها، إضافة إلى تعريف بالخدمات التي سوف يقدمها المعرض.

## المرشدون
يتوفر في المعرض عددٌ من المرشدين ممن يحملون الشهادات العليا، إضافة إلى طلبة الدراسات العليا المتخصصين في القرآن والعلوم الشرعية، والذين يجيدون عدداً من اللغات.
تلقى المرشدون دورات تدريبية في طرق التعامل مع الزوار بحيث يمكنهم مساعدتهم في توضيح بعض الجوانب التي قد تخفى عليهم خلال زيارتهم المعرض، إضافة إلى الإجابة على أسئلتهم واستفساراتهم حول طريقة التعامل مع المعرض أو محتواه أو تقنياته.